# Żółw ciernisty
Żółw ciernisty, żółw kolczasty (Heosemys spinosa) – gatunek żółwia z rodziny batagurowatych (Geoemydidae).

## Wygląd

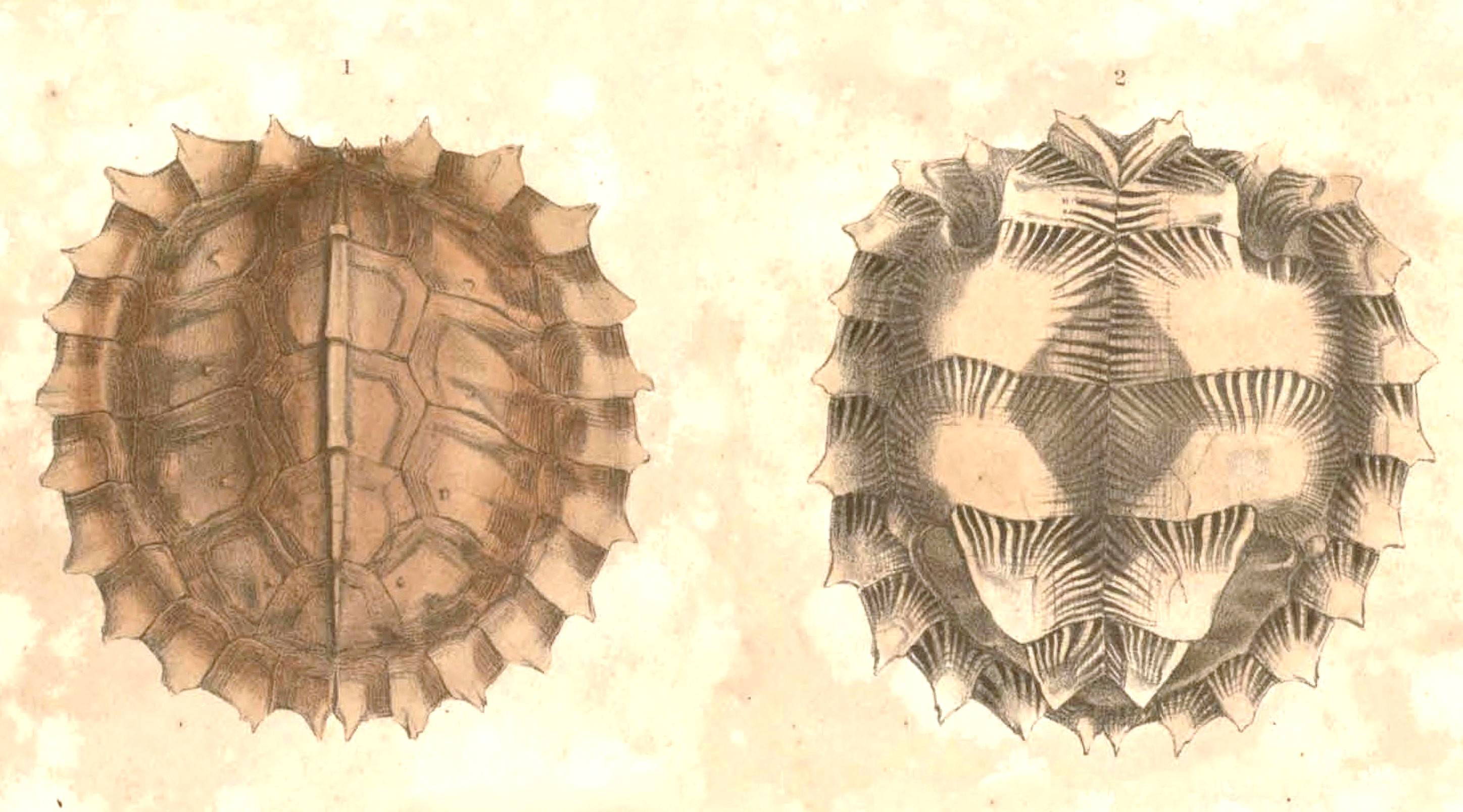
Skorupa prawdopodobnie osobnika młodocianego

Długość ciała do 25 cm, masa ciała do 2 kg. Ciemnobrązowy karapaks, jasnożółty plastron, pancerz owalny. Charakterystyczne kolcowate wyrostki występujące po bokach skorupy i wzdłuż grzbietu, szczególnie widoczne u młodych osobników, potem zanikające. Występuje dymorfizm płciowy – samce posiadają wklęsły plastron oraz dłuższy i grubszy ogon.

## Występowanie
Południowa Mjanma, południowa Tajlandia, Malezja, Singapur, Borneo, Sumatra i inne wyspy zachodniej Indonezji, południowe Filipiny (Archipelag Sulu). Zamieszkuje leśną ściółkę w pobliżu strumieni.

## Tryb życia
Najbardziej aktywny wieczorem. Żyje do 80 lat.

## Status zagrożenia i ochrona
W Czerwonej księdze gatunków zagrożonych IUCN żółw ciernisty klasyfikowany jest jako gatunek zagrożony (EN – Endangered).
Gatunek ten jest objęty załącznikiem II konwencji waszyngtońskiej (CITES) i aneksem B UE.